# U.S. Routes

L'attuale stemma delle U.S. Routes presenta uno scudo bianco su sfondo nero.

La rete delle U.S. Routes (spesso chiamate anche U.S. Highways) è un sistema di strade negli Stati Uniti d'America numerato secondo un reticolo a livello nazionale. Dal momento che queste strade collegavano gli stati tra loro, sono talvolta chiamate Highways Federali, anche se sono sempre state mantenute dagli stati stessi o dai governi locali a partire dalla loro iniziale designazione nel 1926. Non vi è mai stata alcuna differenza nei finanziamenti federali tra queste strade e qualsiasi altra strada statale. I numeri e le posizioni sono stabilite dalla American Association of State Highway and Transportation Officials, la AASHTO, il cui unico coinvolgimento federale è un posto di osservatore non votante presso il Dipartimento dei Trasporti degli Stati Uniti d'America.

Mappa del sistema stradale U.S. Routes

Il sistema interstatale delle highway ha largamente rimpiazzato le U.S. Highways per il volume di traffico che le percorre, anche se molti importanti collegamenti regionali avvengono tuttora tramite queste, e nuove U.S. Routes continuano ad essere aggiunte.
Le US Routes non hanno sempre standard superstradali.
Il simile sistema autostradale transcanadese è spesso considerato la controparte canadese dell'U.S. Highway Sistem, sebbene sia molto più limitato nella portata.